# Bryum terskeiense
Bryum terskeiense är en bladmossart som beskrevs av Jean Édouard Gabriel Narcisse Paris 1904. Bryum terskeiense ingår i släktet bryummossor, och familjen Bryaceae. Inga underarter finns listade i Catalogue of Life.